# 円通寺 (埼玉県川島町)
円通寺（えんつうじ、旧字体：圓通寺）は、埼玉県比企郡川島町にある真言宗系の単立寺院。

## 歴史
創建年代は不明である。ただ1338年（暦応元年）の板碑があることから、室町時代には既に存在していたものと推測される。1699年（元禄12年）に正圓智道によって中興された。霊雲寺の修行道場として栄えた。
しかし昭和時代の大半は無住（住職不在）の状態であり、本尊等数多くの仏具は経蔵に納められていた。現在は単立寺院として活動し、霊園「グリーンメモリアル川島」も設けている。

## 交通アクセス
- 路線バス牛ケ谷戸停留所より徒歩15分。